# 根津啓吉
根津 啓吉（ねづ けいきち、1874年（明治7年）2月15日 - 1954年（昭和29年）12月4日）は、山梨県出身の地主、政治家、実業家。貴族院議員を務めた。

## 略歴
明治7年2月15日、山梨県巨摩郡築地新居村（現在の中巨摩郡昭和町）で、父・内藤宇兵衛（思温）、母・とよの間に四男として生まれた。1893年（明治26年）に同志社普通学校を卒業、この頃にキリスト教の洗礼を受けた。1896年（明治29年）には同志社ハリス理科学校（現在の同志社大学理工学部）を卒業した。京都滞在は通算9年に及んだ。
卒業後、茨城県立水戸中学校（現在の茨城県立水戸第一高等学校）、同下妻中学校（現在の茨城県立下妻第一高等学校）で教職を務めた。
1903年（明治36年）2月、山梨県東山梨郡平等村の根津一秀の長女たか（たか子）と結婚し、婿養子となった。このとき、キリスト教信仰を続けることを婿入りの条件としたという。根津家は東武鉄道総帥であった根津嘉一郎 (初代)の実家であり、啓吉にとっては嘉一郎は養叔父にあたる。翌1904年に養父・一秀が死去し、1905年（明治38年）9月に根津本家の家督を相続した。
1907年（明治40年）7月に平等村会議員に初当選、1910年（明治43年）に再選され、1913年（大正2年）7月の満期まで務めた。これと併せて、1911年（明治44年）10月から1915年（大正4年）10月まで山梨県会議員を務めた。
1921年（大正10年）11月12日に、多額納税者の互選により貴族院議員に補欠当選。会派は茶話会であった。1923年（大正12年）9月14日に自ら願い出て辞任した。
実業面においては、養叔父である根津嘉一郎のもとで大日本麦酒、東武鉄道、関東瓦斯の取締役を務めた。また地元山梨県の事業にも関与し、有信銀行の取締役、笛吹水力電気株式会社の監査役を務めた。
1942年（昭和17年）東山梨郡山梨村の初代村長に就任。太平洋戦争中には大政翼賛会の村支部長であったため、戦後は公職追放の対象となった。晩年には養従弟である須田宣の次男栄三郎を養子とし、根津本家の後継とした。
1954年（昭和29年）12月4日、胃潰瘍のため山梨市内の病院で死去。
初代根津嘉一郎の実家でもある根津啓吉邸（山梨市正徳寺296）は、2003年（平成15年）11月に土地及び建物が根津栄三郎ら遺族から山梨市に寄付され、2008年（平成20年）10月11日に根津記念館として開館した。

## 栄典
- 紺綬褒章（1929年10月23日）[3]

## 親族
- 長兄: 内藤宇兵衛
  - 実兄。貴族院議員。内藤家の家長として根津啓吉に学問を奨励し、同志社での学費なども工面した[7]。
- 養従弟: 須田宣
  - 義父・一秀の姉である須田とらの長男。根津啓吉と同じく、根津財閥の中で東武鉄道監査役などを務めた。
- 養従弟: 福島茂富
  - 須田宣の実弟。福島家の養子となる。根津啓吉と同じく、根津財閥の中で富国生命取締役などを務めた。のち、上野精養軒第4代社長。
- 養従弟: 根津藤太郎→根津嘉一郎 (2代目)
  - 初代根津嘉一郎の子、東武鉄道社長。
- 養子: 根津栄三郎
  - 須田宣の次男。のち東武不動産（初代）・東武住宅販売社長[16]。